# Eritreas damlandslag i fotboll
Eritreas damlandslag i fotboll representerar Eritrea i fotboll på damsidan. Dess förbund är Eritrean National Football Federation (Eritreas fotbollsförbund).